# Alisha Lehmann
Alisha Lehmann (Tägertschi, Berna, 21 de gener de 1999) és una futbolista suïssa. Juga de davantera i a la Juventus. És internacional absoluta amb la Selecció de Suïssa des de 2017.
Va signar el seu primer contracte professional a l'agost de 2018 pel West Ham United, fitxada des del BSC IV Frauen, contractada per l'entrenador Matt Beard que va quedar impressionat per l'actuació de la davantera en el Campionat Europeu Femení Sub 19 de la UEFA 2018. Va renovar el seu contracte amb el West Ham a l'abril de 2019, després anotar nou gols i arribar amb el seu equip a la final de la FA Women's Cup. El 2020 fou cedida a l'Everton en la segona meitat de la temporada, i el 2021 fitxa per l'Aston Vila.